# Plärrerhochhaus
Das Plärrerhochhaus oder EWAG-Hochhaus ist ein denkmalgeschütztes Gebäude in der Nürnberger Innenstadt.
Der offizielle Name lautet Geschäfts- und Werkstättengebäude der Städtischen Werke Nürnberg am Plärrer und ist das Verwaltungsgebäude der Städtischen Werke Nürnbergs. Als einer der klassischen Bauten der 1950er Jahre steht das Haus seit 1988 unter Denkmalschutz. Im gesamten Gebäudekomplex arbeiten gut 1100 Mitarbeiter der Städtischen Werke Nürnberg und ihrer Tochtergesellschaften.

## Lage und Umgebung
Das Plärrerhochhaus steht im Nürnberger Stadtteil Gostenhof am Plärrer.
Das Haus befindet sich an der Ecke der Rothenburger Straße und der südlichen Fürther Straße am Rand der Altstadt, direkt am südwestlichen Aufgang des Verteilergeschosses des U-Bahnhofes Plärrer.

## Architektur
Der Architekt Wilhelm Schlegtendal wollte bewusst der Altstadt eine zeittypische städtebauliche Dominante entgegensetzen.
Das Plärrerhochhaus war mit 56 m Höhe bei seiner Eröffnung das höchste Gebäude Bayerns.
Das Gebäude entstand in Skelettbauweise aus Stahlbeton und hat eine Grundfläche von 21 mal 34 Metern. Der 15-geschossige Bau verjüngt sich ab dem 5. Geschoss um 1 cm pro Stockwerk, um schlanker zu erscheinen.
Das Plärrerhochhaus steht nicht ganz parallel zur Fürther Straße, es wurde um fünf Zentimeter verdreht, damit die Seite des Hauses besser sichtbar ist und das Haus von weitem plastischer wirkt.
Der ursprünglich dreigliedrige Komplex der Städtischen Werke besteht aus dem 15-geschossigen Bürohochhaus, einem Zwischenbau und einem westlichen Bauteil mit Vortragssaal, Lehrküche und den Werkstätten.
Der über 100 Meter lange Zwischenbau entlang der Fürther Straße ist ein flach gedeckter viergeschossiger Flügel.
Das dritte Obergeschoss war von der Straßenfront zurückgesetzt, um den Kontrast zwischen Hochhaus und dem langen Zwischenbau zu betonen; dies wurde später überbaut.
In dem Zwischenbau befanden sich technische Räume, die Werksküche und der Speisesaal sowie Ausstellungsräume.

## Entstehungsgeschichte

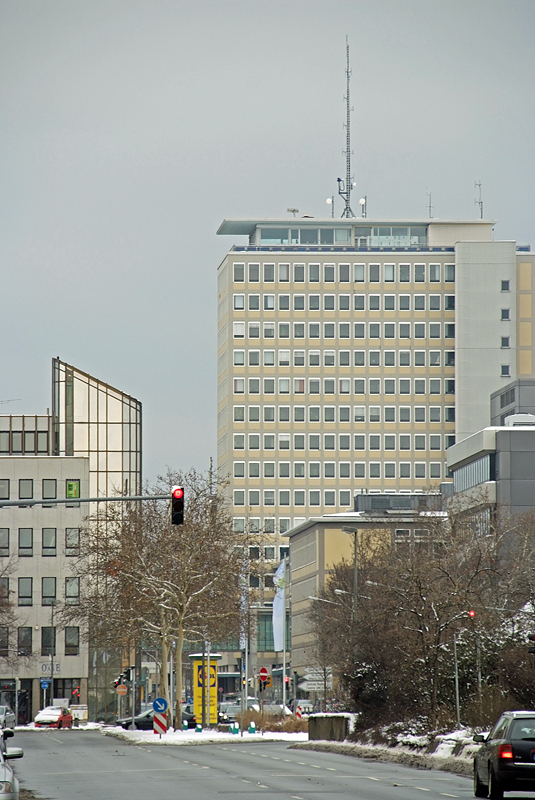
Das Hochhaus von Westen

Wilhelm Schlegtendal wurde 1937 Stadtbaurat in Nürnberg.
1939 entstanden zahlreiche Planungen zur „Neugestaltung der Stadt der Reichsparteitage“.
Dabei sollte die „Verkehrsdrehscheibe Plärrer“ in einen „würdigen Vorraum“ der Altstadt umgestaltet werden, diese Planung sah bereits einen Hochhausbau vor.
Bis zum Bau der Bundesstraße 4 R und der U-Bahn trafen am Plärrer die Bundesstraßen 2, 4, 8 und 14 sowie sechs Strecken der Straßenbahn Nürnberg aufeinander. Die Zerstörungen infolge der alliierten Luftangriffe und der viertägigen Schlacht um Nürnberg im April 1945 waren die Grundlage für eine Neugestaltung des Platzes unter Berücksichtigung des gestiegenen Verkehrsaufkommens.
Baubeginn für das Plärrerhochhaus war im Februar 1952, den Bau führte die Firma Wayss & Freytag aus.
Das Gebäude wuchs je Woche um ein Stockwerk. Während ein Stockwerk betoniert wurde, wurden im darunterliegenden Stockwerk die Fenster eingesetzt und begann dort der Innenausbau.
Am 10. Dezember 1952 wurde Richtfest gefeiert. Bis dahin wurden 450 Tonnen Stahl, 5500 Kubikmeter Beton und 1200 Fenster verbaut. Der Architekt Schlegtendal bezeichnete das Plärrerhochhaus beim Richtfest als „optisches Signal“, der Eindruck sollte durch einen zwölf Meter hohen Lichtmast verstärkt werden, der im Oktober 1953 aufgesetzt wurde.
Eineinhalb Jahre nach Baubeginn wurde das Haus fristgerecht fertiggestellt. Die Mitarbeiter der Städtischen Werke zogen am 9. Oktober 1953 in das Plärrerhochhaus ein. Nach den Bombardements im Zweiten Weltkrieg hatten die Mitarbeiter bis dahin in provisorischen Unterkünften gearbeitet, die über die ganze Stadt verteilt waren.
Die Baukosten betrugen 9,5 Millionen DM.

## Innenausbau
Zweckmäßigkeit und Funktionalität standen bei der Planung und Ausführung des Gebäudes zwar im Vordergrund, dennoch sollte das Haus den Städtischen Werken und der Stadt auch zu Repräsentationszwecken dienen.
Das Plärrerhochhaus wurde deswegen im Inneren großzügig künstlerisch ausgestaltet.
Die Treppe im Foyer vor einer zweigeschossigen Glasbaufassade hat ein feingliedriges Geländer.
Mit immergrünen Pflanzen und einem Goldfischteich mit kleiner Fontäne hat das Foyer beinahe noch den ursprünglichen Zustand.
In den 2000er Jahren wurden im Eingangsbereich elektronische Schleusen eingebaut, die Pförtnerloge auf der rechten Seite des Foyers wurde durch eine Empfangstheke gegenüber dem Teich ersetzt.
Wilhelm Schlegtendal und seine Mitarbeiter planten auch Details wie Möbel, Türklinken, Tapeten und Vorhänge.
Im gesamten Haus sind noch immer typische Ausstattungsmerkmale der 1950er Jahre zu finden, auch wenn viele Details inzwischen aktuellen Bauvorschriften, Renovierungs- und Umnutzungsmaßnahmen zum Opfer fielen.
1976/1977 wurden auf Grund geänderter Brandschutzvorschriften unter anderem der Paternosteraufzug durch eine Aufzugsanlage ersetzt und Zwischendecken eingezogen, das Treppenhaus wurde umgebaut.
Der im Volksmund wegen seines Pflanzbeetes mit großen Kakteengewächsen „dornenreiche Beamtenlaufbahn“ genannte Verbindungsgang zum Speisesaal im dritten Obergeschoss verlor den unter die Decke gespannten dichten Teppich aus dünnen Bambusstäben.
Geblieben sind nur die Mosaiken aus Solnhofener Plattenkalk mit afrikanischen Tier- und Menschendarstellungen auf der verputzten und zartrötlich getönten Wand und der Fußboden aus grauen und roten Marmorstreifen.
Die Pflanzen wurden zwischenzeitlich aus Kostengründen entfernt.
Den Speisesaal verzierte der Wandschmuck Adam und Eva im Paradies.
Von Otto Michael Schmitt stammt der Entwurf des Gobelins im 14. Stockwerk. Der fast neun Meter lange Gobelin zeigt das Plärrerhochhaus und weitere Gebäude Nürnbergs zwischen den vier Elementen und stammt aus der inzwischen geschlossenen Gobelinmanufaktur der Akademie der Bildenden Künste Nürnberg.
Die aus der Schedelschen Weltchronik stammende Ansicht Nürnbergs wurde von Kurt Busch in einem Sitzungssaal als Sgraffito in dunkelbraun gefärbtem Gips umgesetzt.
Jobst Kuch schuf ein Wandgemälde, das die Nürnberger Wasserversorgung darstellte. Das Kunstwerk in der Optik eines Wandteppichs wurde zwischenzeitlich entfernt.

## Geschichte des Gebäudes
Nach dem Ende des Zweiten Weltkrieges war die Nürnberger Altstadt zu 90 % zerstört.
Das Haus vor den südwestlichen Toren der Altstadt prägte für lange Zeit das Stadtbild und wurde zum Symbol für den Wiederaufbau und des neuen Wohlstands.
Die Nürnberger Nachrichten schrieben 1950 von einem „Wolkenkratzer für den Plärrer“; mit 15 Stockwerken war das Plärrerhochhaus das höchste Bauwerk Bayerns.
Der Baufortschritt wurde von der Bevölkerung aufmerksam verfolgt, die Meinung über das entstehende Hochhaus reichte von großem Lob bis zu Größenwahn.
In den ersten Jahren besuchten viele Nürnberger das Hochhaus, auch um einen Blick von der Dachterrasse zu werfen.
Auf der Dachterrasse wurde eine nach drei Seiten verglaste Teestube eingerichtet, die einen Blick über die Nürnberger Altstadt bietet, sie diente dem Oberbürgermeister der Stadt Nürnberg als Repräsentationsraum, wie im Sommer 1960 beim Empfang des thailändischen Königspaares Bhumibol Adulyadej und Sirikit in Begleitung des damaligen Bundespräsidenten Heinrich Lübke und seiner Frau Wilhelmine durch Oberbürgermeister Andreas Urschlechter.

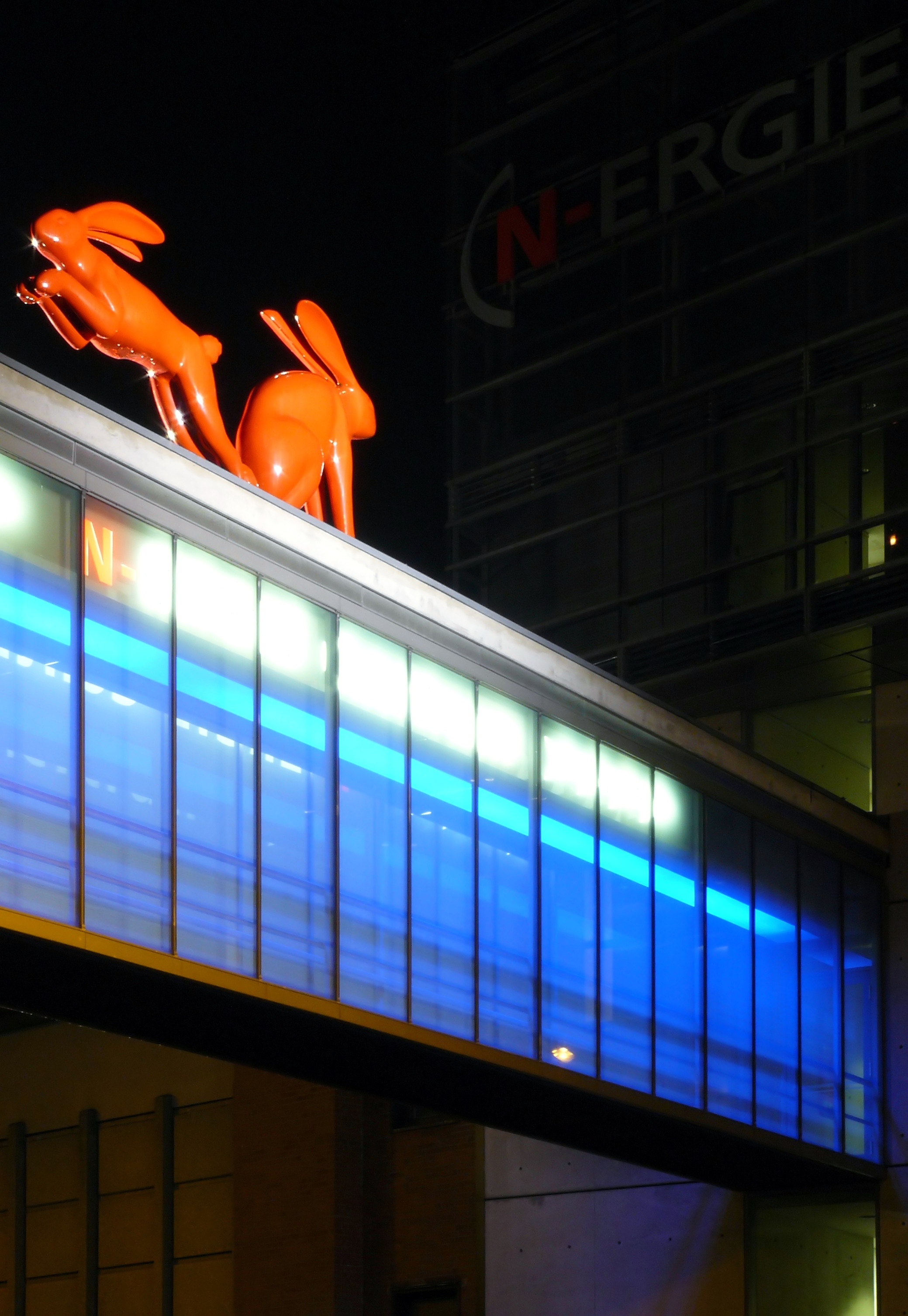
Sitz- und Flitzhase auf dem gläsernen Steg

Das Hochhaus wurde 1961 durch den Anbau des Nicolaus-Copernicus-Planetariums vervollständigt, es sollte auch als Vortragssaal genutzt werden.
Das Plärrerhochhaus wurde 1988 als eines der ersten Häuser der 1950er Jahre unter Denkmalschutz gestellt.
2000 wurde das „N-ERGIE-Centrum“ errichtet, das über einen gläsernen Steg über die Südliche Fürther Straße mit dem Längsbau verbunden ist.
Im Beratungszentrum befindet sich ein Haus im Haus.
Durch die transparente Installation funktionsfähiger Ausstellungsstücke sollen den Besuchern die Produkte Strom, Erdgas, Fernwärme, Trinkwasser und Telekommunikation näher gebracht werden.
Seit dem 27. Mai 2003 befinden sich auf dem gläsernen Steg ein Paar feuerrote Sitz- und Flitzhasen der Stuttgarter Künstlerin und Bühnenbildnerin rosalie.
Zum 50. Jahrestag des Einzugs in das Plärrerhochhaus im Jahr 2003 ließen die Städtischen Werke eine Ausstellung und einen Film über die Geschichte des Plärrers und des Hochhauses anfertigen. Im Film der Medienwerkstatt Franken kommen auch Zeitzeugen zu Wort, darunter der Sohn des Architekten Michael Schlegtendal.
Auf dem Dach befand sich eine Panoramakamera, die Nürnberg zwischen dem Rosenaupark im Nordwesten und der Sandstraße im Osten für die Panoramabilder im Frühprogramm von BR-alpha und des Bayerischen Fernsehens filmte.
Aufgrund von Brandschutzbestimmungen wird das Gebäude seit Sommer 2016 von Knerer und Lang renoviert und modernisiert.